# Bennettisca ganyame
Bennettisca ganyame is een vliesvleugelig insect uit de familie Encyrtidae. De wetenschappelijke naam is voor het eerst geldig gepubliceerd in 2004 door John Noyes.